# Phường 2, Quận 3
Phường 2 là một phường cũ thuộc Quận 3, Thành phố Hồ Chí Minh, Việt Nam.
Phường 2 có diện tích 0,15 km², dân số năm 2021 là 11.295 người,  mật độ dân số đạt 75.300 người/km².